# Heinz Bühler (Historiker)
Heinz Bühler (* 17. Juni 1920 in Heidenheim; † 9. Mai 1992 in Südtirol) war ein deutscher Historiker.

## Leben
Nach dem Abitur und dem sich direkt anschließenden Kriegsdienst in der Wehrmacht, studierte Bühler ab 1946 Geschichte, Geografie und Französisch auf Lehramt in Erlangen und Tübingen. 1952 promovierte er mit einer Arbeit zur Geschichte der Herrschaft Heidenheim bis zum Ende des 16. Jahrhunderts. Danach schlug er die Lehrerlaufbahn ein, in der er die meiste Zeit am Hellenstein-Gymnasium in Heidenheim wirkte. Dort wurde er 1972 Studiendirektor und Fachabteilungsleiter. Nebenher und dann noch intensiver als Pensionär widmete er sich der Erforschung der süddeutschen mittelalterlichen Geschichte.

## Schaffen
Auf der Grundlage seiner Dissertation vertiefte und erweiterte er das Thema seiner Forschungen. Verdienste rechnete man ihm besonders in Bezug auf die Erweiterung des Wissens über die frühmittelalterlichen Grafen von Dillingen und die Familie des heiligen Ulrich (Bischof von Augsburg) an. Noch größere Bekanntheit erlangte er durch seine Arbeiten zum Nachweis der Herkunft der Staufer aus gräflichen Verhältnissen und zu deren Abstammung aus dem Ries (siehe auch „Riesgau“). Sein genealogisch-besitzgeschichtlicher Ansatz, der über 70 Adelsgeschlechter des Früh- und Hochmittelalters in Bezug zueinander brachte, wurde zu einem Teil als bahnbrechend mit „scharfsinnigen und bestens untermauerten Hypothesen“ bewertet, von anderer Seite aber auch als „bedenkenlose Rückprojektion“ von erst im 14. oder 15. Jahrhundert fassbaren Besitzverhältnissen auf frühere Jahrhunderte kritisiert.

## Schriften
Von 1962 bis 1992 veröffentlichte Bühler in 18 verschiedenen Zeitschriften und Sammelwerken 37 eigenständige Beiträge mit über 1200 Seiten Umfang. Diese wurden posthum 1996 als Sammelband mit einem zusätzlichen Registerband unter dem Namen Adel, Klöster und Burgherren im alten Herzogtum Schwaben von Walter Ziegler ediert.
- Adel, Klöster und Burgherren im alten Herzogtum Schwaben: gesammelte Aufsätze, hrsgg. v. Walter Ziegler, Anton H. Konrad Verlag, Weißenhorn 1997, ISBN 3-87437-390-8.
- Adel, Klöster und Burgherren im alten Herzogtum Schwaben: gesammelte Aufsätze – Registerband, hrsgg. v. Walter Ziegler, bearbeitet von Hans Peter Köpf, Anton H. Konrad Verlag, Weißenhorn 1997, ISBN 3-87437-399-1.